# Павлодарський район
Павлода́рський район (каз. Павлодар ауданы, рос. Павлодарский район) — адміністративна одиниця у складі Павлодарської області Казахстану. Адміністративний центр — місто Павлодар, яке однак не входить до складу району.

## Населення
Населення — 26826 осіб (2021; 27123 у 2009, 30799 у 1999, 37767 у 1989).

## Історія
Район утворений 1928 року. 2013 року зі складу району був виділений Жетекшинський сільський округ (село Жетекші) площею 21,11 км² та переданий до складу міста Павлодар.

## Склад
До складу району входить 13 сільських округів:
| Поселення                       | Площа, км² | Населення, осіб (1989) | Населення, осіб (1999) | Населення, осіб (2009) | Населення, осіб (2021) | Центр         | Населені пункти |
| ------------------------------- | ---------- | ---------------------- | ---------------------- | ---------------------- | ---------------------- | ------------- | --------------- |
| Григор'євський сільський округ  | -          | 2668                   | 2406                   | 2201                   | 2208                   | Набережне     | 2               |
| Єфремовський сільський округ    | -          | 2620                   | 1760                   | 1130                   | 1200                   | Єфремовка     | 2               |
| Зангарський сільський округ     | -          | 1436                   | 939                    | 705                    | 756                    | Зангар        | 2               |
| Зоринський сільський округ      | -          | 2200                   | 2158                   | 2301                   | 2409                   | Зоря          | 4               |
| Кеменгерський сільський округ   | -          | 4529                   | 3045                   | 2778                   | 2925                   | Кеменгер      | 3               |
| Кенеський сільський округ       | -          | 2789                   | 2349                   | 2308                   | 2375                   | Новоямишево   | 3               |
| Луганський сільський округ      | -          | 3007                   | 2891                   | 2233                   | 2187                   | Луганськ      | 3               |
| Мічурінський сільський округ    | -          | 2909                   | 2549                   | 2760                   | 3073                   | Мічуріно      | 3               |
| Ольгинський сільський округ     | -          | 1215                   | 1077                   | 951                    | 885                    | Ольгинка      | 1               |
| Рождественський сільський округ | -          | 2765                   | 2861                   | 2448                   | 2231                   | Розовка       | 3               |
| Чорноріцький сільський округ    | -          | 5432                   | 4186                   | 3125                   | 2702                   | Чорноріцьк    | 4               |
| Чорноярський сільський округ    | -          | 2977                   | 2421                   | 2433                   | 2468                   | Новочорноярка | 3               |
| Шакатський сільський округ      | -          | 3220                   | 2157                   | 1750                   | 1407                   | Шакат         | 5               |

## Найбільші населені пункти
Населені пункти з чисельністю населення понад 1000 осіб: 
| №  | Населений пункт | Населення, осіб (1989) | Населення, осіб (1999) | Населення, осіб (2009) | Населення, осіб (2021) |
| -- | --------------- | ---------------------- | ---------------------- | ---------------------- | ---------------------- |
| 1  | Кеменгер        | 3941                   | 2584                   | 2444                   | 2587                   |
| 2  | Новоямишево     | 1855                   | 1673                   | 1718                   | 1865                   |
| 3  | Луганськ        | 2044                   | 2002                   | 1677                   | 1796                   |
| 4  | Набережне       | 1971                   | 1777                   | 1552                   | 1560                   |
| 5  | Зоря            | 1304                   | 1280                   | 1367                   | 1489                   |
| 6  | Мічуріно        | 1176                   | 1098                   | 1204                   | 1489                   |
| 7  | Розовка         | 1593                   | 1702                   | 1556                   | 1483                   |
| 8  | Чорноріцьк      | 2525                   | 1763                   | 1499                   | 1422                   |
| 9  | Новочорноярка   | 1817                   | 1297                   | 1305                   | 1396                   |
| 10 | Госплемстанція  | 1209                   | 1153                   | 1308                   | 1379                   |
| 11 | Єфремовка       | 2017                   | 1464                   | 1090                   | 1134                   |